# Ясен (община Власеница)
Ясен (на сръбски: Јасен) е село в Босна и Херцеговина, разположено в община Власеница, в ентитета на Република Сръбска. Намира се на 419 метра надморска височина. Населението му според преброяването през 2013 г. е 104 души, от тях: 104 (100,00 %) сърби.

## Население
Численост на населението според преброяванията през годините:
- 1961 – 113 души
- 1971 – 134 души
- 1981 – 107 души
- 1991 – 134 души
- 2013 – 104 души